# Ойратские известия (журнал)
Ойратские известия (калм. Өөрдин зянг) — первый в истории литературно-художественный и общественно-публицистический журнал на калмыцком языке.

## История
Впервые журнал «Өөрдин зянг» вышел из печати в январе 1922 года. В редакционную коллегию журнала входили калмыцкие журналисты, писатели, общественные деятели и специалисты-калмыковеды Николай Пальмов, Номто Очиров, Улюмджи Душан, Антон Амур-Санан, Араши Чапчаев, Алексей Маслов. Своей задачей журнал считал изображение различных сторон прошлой и настоящей деятельности калмыцкого народа.
Редакция журнала планировала привлечь к сотрудничеству известных монголоведов Владислава Котвича и Бориса Владимирцова, издавать отдельными книгами исторические документы, касавшиеся калмыцкой истории.
В журнале печатались экономические, филологические, юридические статьи и материалы по этнографии, археологии, искусству калмыцкого народа. В журнале в нескольких номерах была впервые опубликована книга Николая Пальмова «история калмыцкого народа за время его пребывания в пределах России». На страницах журнала была начата публикация отрывков из калмыцкого эпоса «Джангар» в переводе Б. Рынды-Алексеева и Н. Нармаева.
Журнал выходил объёмом 8 печатных листов и тиражом 1000 экземпляров. В 1922 году редакция выпустила две книги, посвящённые калмыцкой истории. Было выпущено всего 4 номера журнала в 1922 году. Последний номер журнала вышел в апреле 1922 года.